# Uni-Kat Flensburg

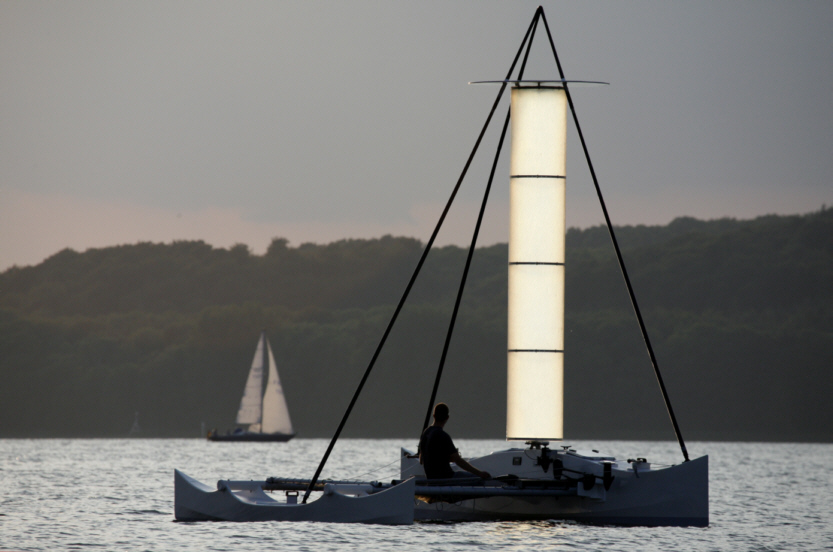
Uni-Kat Flensburg

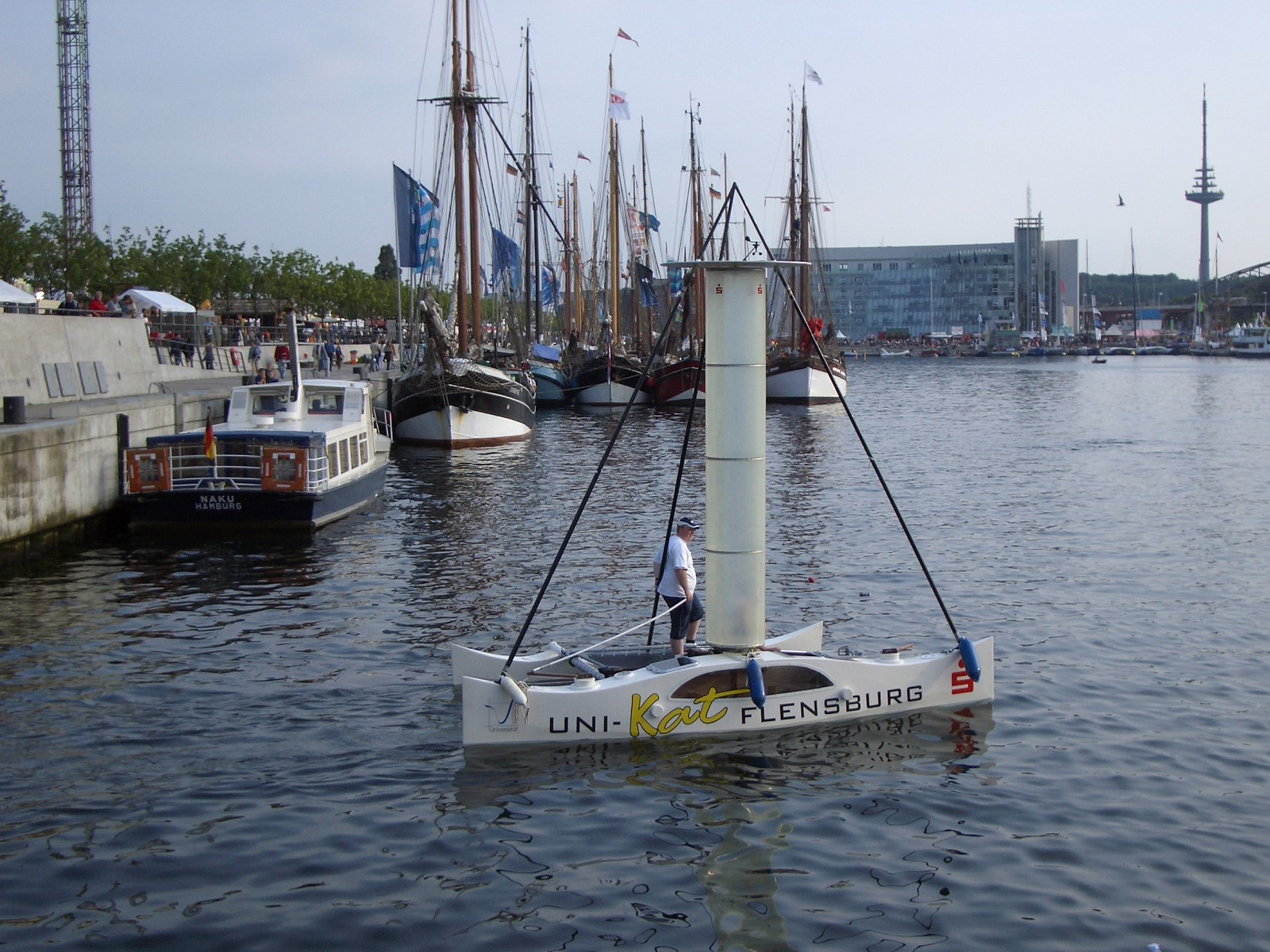
Uni-Kat auf der Kieler Woche 2007

Der Uni-Kat Flensburg ist ein Katamaran mit einem Flettner-Rotor als Antrieb, der am Institut für Physik und Chemie und ihre Didaktik an der Universität Flensburg mit Studenten unter Leitung von Lutz Fiesser im Rahmen des Projekts PROA entwickelt und gebaut wurde. Das Projekt diente der Entwicklung und technischen Realisierung eines großen Modellschiffes zur Demonstration des Flettner-Rotor-Antriebs. Die Schiffstaufe fand auf der Flensburg Nautics 2006 statt.

## Aufbau
Das Schiff ist 6,1 Meter lang und 4,5 Meter breit und ist als Katamaran mit zwei Rümpfen gebaut. Es handelt sich um eine Proa, das ist ein Schiffstyp aus der Südsee, bei dem das Heck zum Bug werden kann. Das Schiff hat keine herkömmlichen Segel, sondern ist mit einem Flettner-Rotor ausgestattet. Der Rotor ist 4 Meter hoch und 0,71 Meter im Durchmesser und besteht aus GFK-Folie die auf 28 Zoll Fahrradfelgen aufgespannt wurde. Ein solarbetriebener Elektromotor versetzt den Rotor in Bewegung. Bei zu schwachen Windgeschwindigkeiten treibt ein kleiner Elektro-Außenbordmotor das Schiff an.